# Línea 161 (Buenos Aires)
La Línea 161 es una línea de colectivos de Buenos Aires. Une el barrio porteño de Palermo con Ciudadela.
Es operada junto a las líneas 20, 117, 188, 421 y 514 por la empresa Transportes Larrazabal C.I.S.A. La cual Opera Servicios Desde Plaza Italia Hacia Puente Saavedra y Liniers.

## Ramales
La línea 161 posee dos ramales con diferente recorrido. Los días hábiles se refuerza con servicios fraccionados de ambos ramales desde Plaza Italia y Liniers hasta San Martín o Puente Saavedra partiendo desde Liniers (Este mismo servicio en ciertos casos, ya se convierte en solo descenso de pasajeros cruzando el Puente Saavedra hacia Plaza Italia).

### Ramal por Florida
Une la Plaza Italia con Liniers por las siguientes calles:
- Lafinur
- Avenida General Las Heras
- Avenida Santa Fe
- Avenida Cabildo
- Avenida Maipú
- General Las Heras
- Miguel de Azcuénaga
- Presidente Hipólito Yrigoyen
- Avenida de los Constituyentes
- Diagonal 76 - J. M. Campos
- Calle 72 - Diego Pombo
- Calle 79 - Ayacucho
- Calle 54 - Mitre
- Calle 129 - Carlos Gardel
- Diagonal 46 - Patria
- Diagonal Williams
- Calle 440 - Almafuerte
- Calle 427 - Pío XII
- Calle 432 - Doctor Atilio Carbone
- Calle 425 - Rodríguez Peña
- Calle 454 - Alpatacal
- Calle 415 - Roberto Lage
- Calle 418 - Roque Sáenz Peña
- Calle 325 - Senador Benito Fierro
- Calle 321 - Chile
- Calle 310 - Nicolás Avellaneda
- Colectora de la Avenida General Paz
- Calle 326 - Román Gómez
- Calle 273 - Teniente Coronel Manuel Besares
- Calle 206 - Ejército de Los Andes
- Calle 257 - Teniente General Pablo Riccheri
- Calle 212 - Dardo Rocha
- Calle 247 - General Julio Argentino Roca
- Calle 242 - Reconquista
- Calle 249 - Carlos Pellegrini
- Colectora Sur de Autopista Acceso Oeste
- Calle 256 - 25 de mayo
- Calle 205 - Gaceta de Buenos Aires
- Calle 254 - Chacabuco
- Calle 201 - Maipú

### Ramal por Martelli
Une la Plaza Italia con Liniers por las siguientes calles:
- Lafinur
- Avenida General Las Heras
- Avenida Santa Fe
- Avenida Cabildo
- Avenida Maipú
- Francisco Narciso de Laprida
- Diagonal 62 - Sáenz Peña
- Calle 67 - Conscripto Bernardi
- Avenida 44 - Presidente Arturo Umberto Illia
- Calle 69 - Ituzaingó
- Calle 46 - Lincoln
- Calle 77 - Saavedra
- Calle 54 - Mitre
- Calle 79 - Ayacucho
- Calle 58 - General Juan Martín de Pueyrredón
- Calle 91 - San Lorenzo
- Calle 91 - San Martín
- Calle 26 - María Asunta
- Calle 93 - Dr. Manuel Rouco
- Calle 22
- Avenida 85 - Libertador General San Martín
- Calle 10 - República del Líbano
- Calle 89 - José Artigas
- Colectora de la Avenida General Paz

## Galería

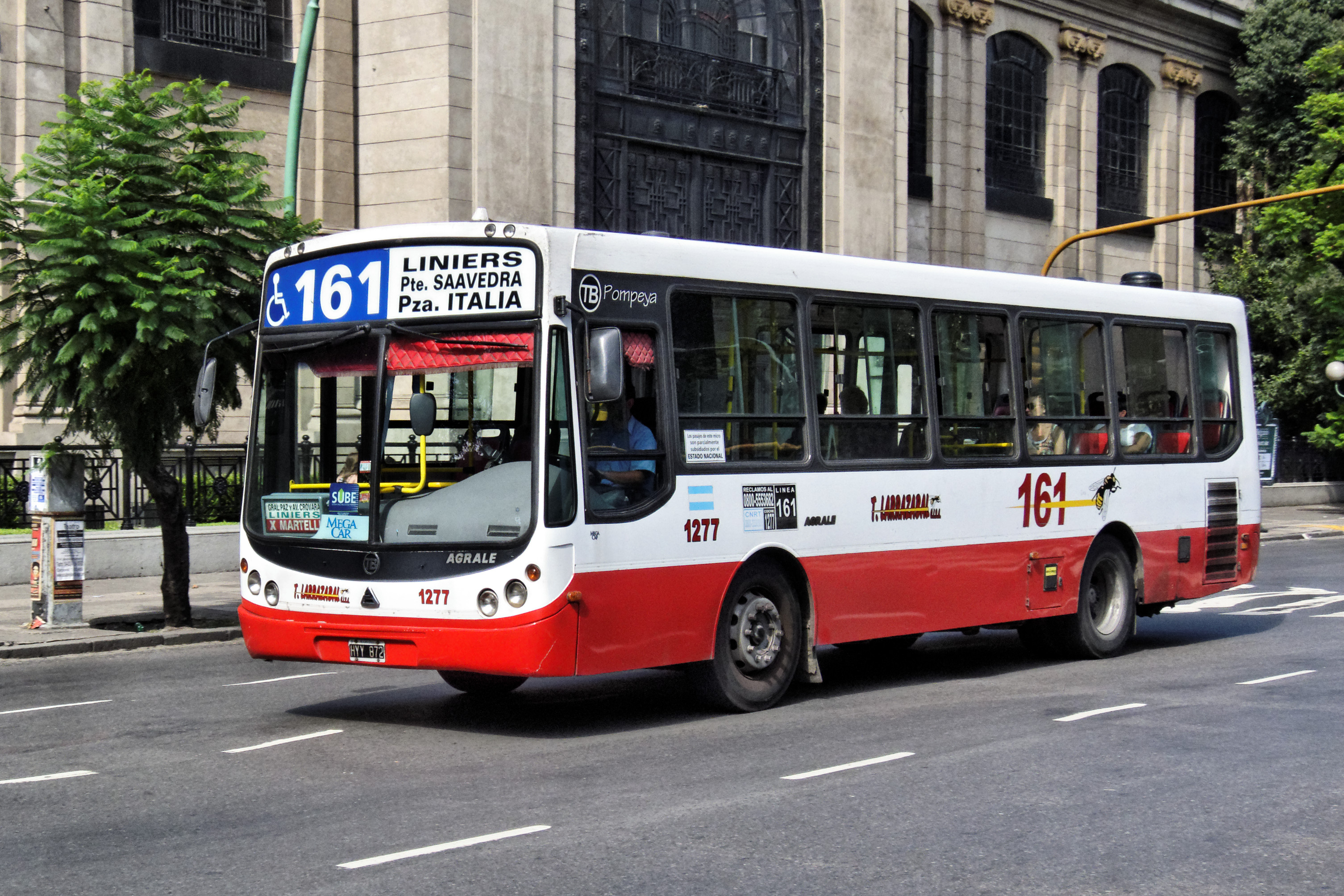
Un Agrale Todobus Pompeya.
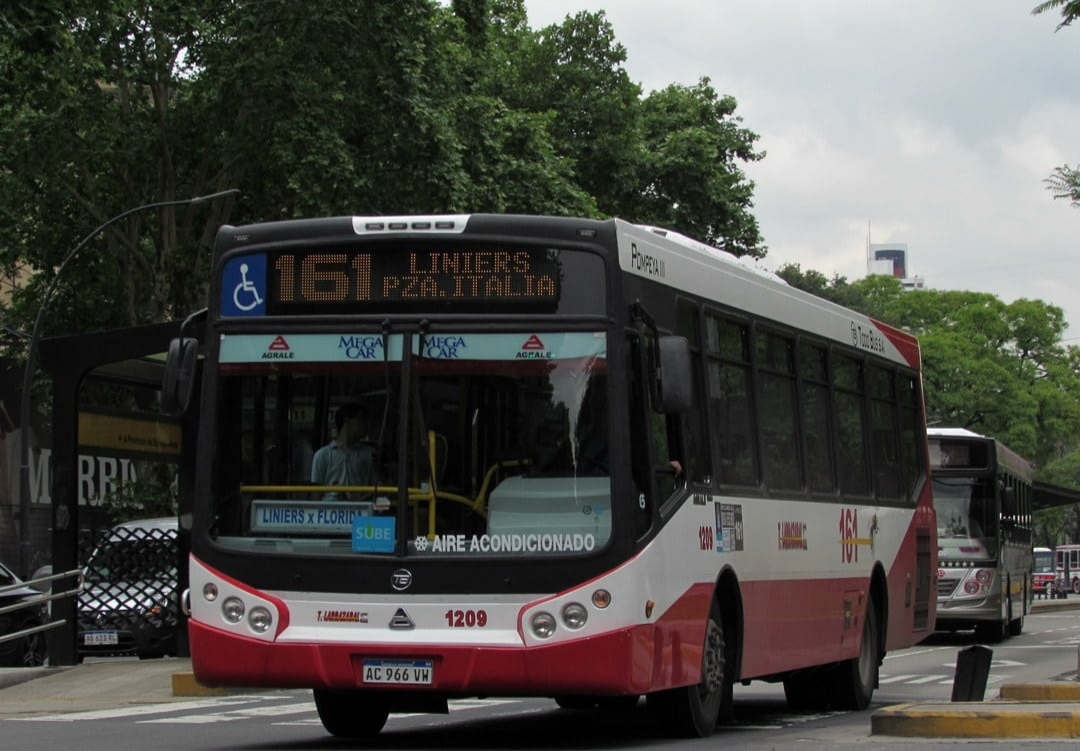
Un Agrale Todobus Pompeya III con cartelera electrónica.
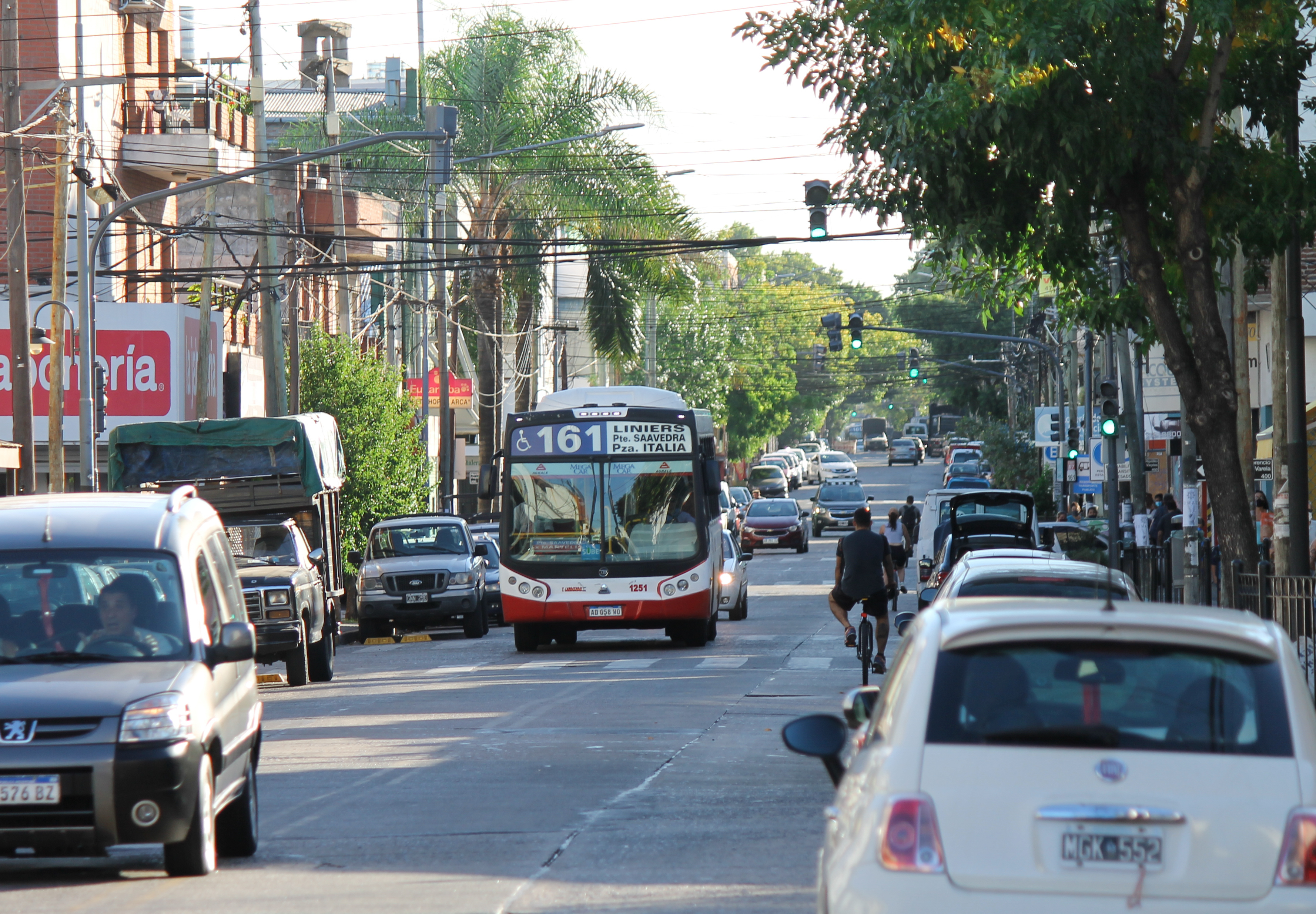
Un interno circulando por Villa Martelli.